# Biskupice (powiat średzki)
Biskupice – wieś w Polsce położona w województwie wielkopolskim, w powiecie średzkim, w gminie Dominowo.
Miasto duchowna, własność biskupstwa poznańskiego, pod koniec XVI wieku leżało w powiecie pyzdrskim województwa kaliskiego. W latach 1975–1998 miejscowość należała administracyjnie do województwa poznańskiego.
Zobacz też: Biskupice